# توسی (ایزد)

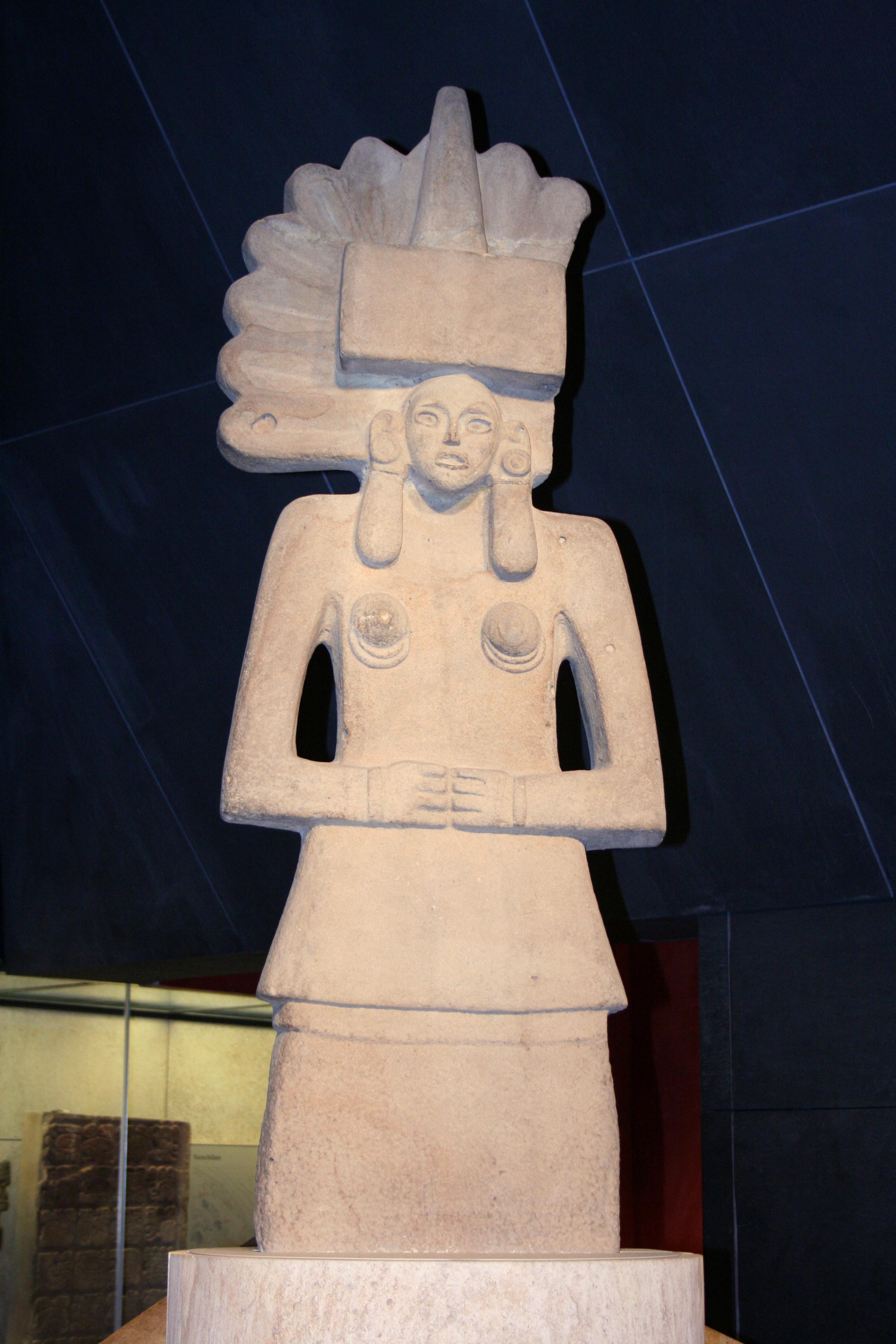
مجسمه توسی (تلاسول تئوتل)، که از مکزیکو بدست آمده، مربوط به سالهای ۹۰۰ تا ۱۵۲۱، در حال حاضر در بریتیش می‌وزیوم قرار دارد.

توسی (در زبان ناهواتل به معنای: «مادر بزرگ ما»)، از خدایان برجسته مطرح شده در مذهب و اساطیر ِتمدن پیش کلمبیایی آزتک‌ها، در مزوآمریکا به شمار می‌آید. در اساطیر آزتک، وی به عنوان «مادر خدایان» (تتئوایننان یا تتئو ایننان)، مورد انتساب قرار می‌گیرد، و با الهه مادر (که همچنین با نام تلالی آیولو، به معنای «قلب زمین» است نیز، نامیده می‌شود)، همراهی دارد.

## نام دیگر
- تلاسول تئوتل